# 푸드 럭
푸드 럭(フード・ラック!食運, Food Luck)은 일본에서 제작된 테라카도 지몬 감독의 2020년 드라마 영화이다. 츠치야 타오 등이 주연으로 출연하였다.

## 출연

### 주연
- 츠치야 타오
- 이시구로 켄
- 마츠오 사토루